# Rangpur (Gudźarat)

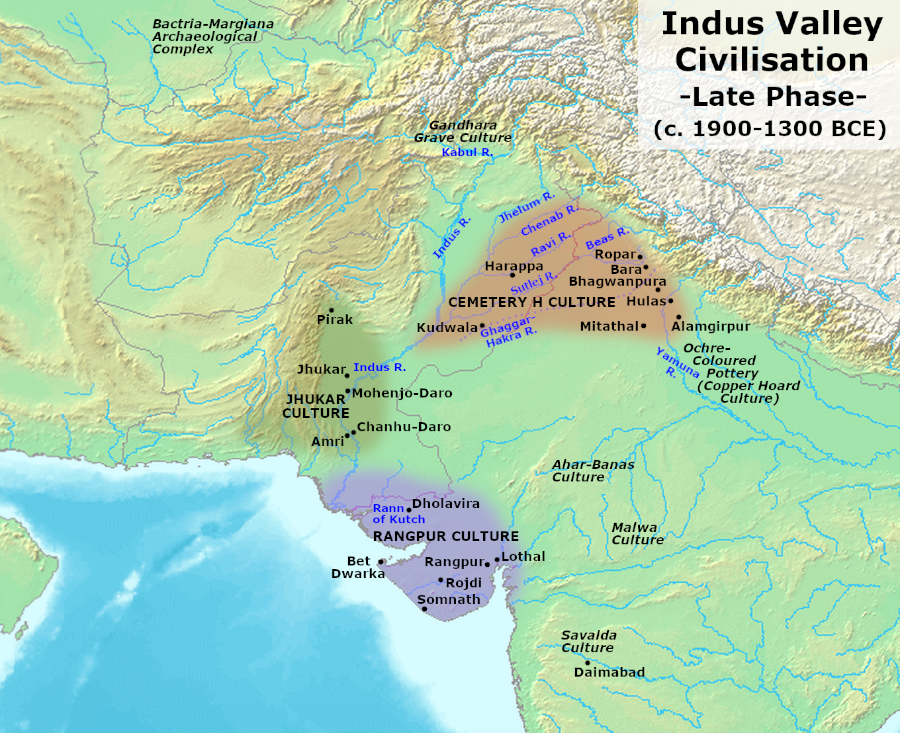
Położenie Rangpuru i innych ośrodków harappańskich

Rangpur – starożytna osada protomiejska należąca do cywilizacji doliny Indusu, obecnie stanowisko archeologiczne w zachodnich Indiach, w stanie Gudźarat. Położone na półwyspie Kathijawar, pomiędzy zatoką Kimbajską a zatoką Kaććh, na północny-zachód od innego starożytnego miasta – Lothalu, nad brzegiem rzeki Bhadar. Jest to stanowisko typowe dla kultury rangpurskiej, regionalnej formy dojrzałej kultury harappańskiej, która istniała w dzisiejszym Gudźaracie w II tysiącleciu p.n.e.
Kulturę rangpurską jako regionalny odłam kultury harappańskiej wydziela się na podstawie charakterystycznych cech ceramiki, spotykanych na stanowiskach archeologicznych dzisiejszego Gudźaratu, takich jak Dholawira, Bhagatrav czy Lothal.

## Wykopaliska
Pierwsze wykopaliska na stanowisku w Rangpurze zostały przeprowadzone przez archeologów z Archeological Survey of India (ASI) w 1931 roku pod przewodnictwem M.S. Vatsa. Później badania prowadzili także Ghurye (1939), Dikshit (1947) i S. R. Rao (1953–1956), również w ramach projektów projektów prowadzonych przez ASI.

## Chronologia
S.R. Rao sklasyfikował odkryte osady na trzy główne okresy rozwoju miasta z trzema podokresami w kulturze harappańskiej. Daty podane przez S.R. Rao to:
- Okres I – okres mikrolityczny, brak ceramiki z tego okresu: 3000 p.n.e.
- Okres II – okres harappański
  - Okres II A – właściwa kultura harappańska: 2000–1500 p.n.e.
  - Okres II B – kultura postharappańska: 1500–1100 p.n.e.
  - Okres II C – faza przejściowa (faza schyłkowa): 1100–1000 p.n.e.
- Okres III – okres lśniącej, czerwonej ceramiki: 1000–800 p.n.e.[3]

Pierwsza osada istniejąca w tym miejscu w czasach okresu I nie wykazuje ciągłości ani cech wspólnych z kolejnymi (induskimi), a pomiędzy okresem I a II pojawia się pustka osadnicza, o której świadczy to, że znaleziska z epoki I są oddzielone prawie metrowej grubości warstwą osadów od znalezisk okresu II. Przypuszcza się, że ponowne zasiedlenie stanowiska około 2000 roku p.n.e. miało miejsce na skutek trzeciej z kolei powodzi w sąsiednim Lothalu, co mogło wymusić na części tamtejszych mieszkańców zmianę miejsca zamieszkania. Od tamtej pory stanowisko, aż do ostatecznego jego porzucenia około 800 r. p.n.e. należy do właściwej kultury harappańskiej, a później do jej schyłkowych odmian.

### Okres I
Ślady pierwszej ludzkiej osady na stanowisku w Rangpurze są zlokalizowane na północno-zachodnim stoku wzgórza w pobliżu dawnego koryta rzeki Bhadar. Jedynymi artefaktami archeologicznymi z tej epoki kulturowej są mikrolity, między innymi groty włóczni, wiertła, skrobaki, drobne narzędzia trójkątne. Materiałem był krzemień, jaspis bądź agat. Brak jakiejkolwiek ceramiki z tego okresu. Tę należącą do późnej epoki kamienia kulturę oddziela od kultury harappańskiej (II) gruba na blisko metr warstwa osadów, świadcząca o tym, że stanowisko było na długi czas opuszczone.

### Okres IIA
Kulturowo okres II nie ma nic wspólnego z poprzedzającym go okresem I. Z wykopalisk tego okresu wyjawia nam się obraz miasta typowego dla rozwiniętej (właściwej) kultury harappańskiej. Domy mieszkalne budowano z cegły wypalanej, a wznoszono je, podobnie jak w innych miastach (np. Mohendżo Daro), na uprzednio wybudowanych platformach z cegły mułowej. Miało to na celu podniesienie poziomu terenu i ochronę miasta przed powodzią. Domy wyposażone były w łazienki, z których woda odprowadzana była murowanymi, ceglanymi kanałami, tworzącymi spójny system na terenie miasta.
Licznie występuje ceramika w odmianach czerwonej, płowej i szarej. Naczynia są grube i wytrzymałe, pokryte angobą czerwoną bądź płową. Malowano głównie czernią na czerwieni, bądź czekoladowym brązem na barwie płowej. Pojawiają się piktogramy pisma induskiego. Występuje biżuteria ze steatytu, agatu, złota, karneolu i fajansu. W Rangpurze produkowano prawdopodobnie tylko ceramikę i cegły, a reszta przedmiotów była importowana.
Czas prosperity miasta zakończył się wraz z katastrofalną powodzią około roku 1500 p.n.e.

### Okres IIB
Okres ten charakteryzuje się znacznym spadkiem poziomu życia i zubożeniem jego mieszkańców, na co wskazują nam rodzaj osadów oraz znalezione artefakty archeologiczne. Jest ich znacznie mniej niż z epoki poprzedniej. Z tego okresu pochodzą liczne fragmenty ceramiki czerwonej, bardzo rzadko występuje za to ceramika płowa, znana z okresu IIA. Jakość wykonania ceramiki tego okresu jest wyraźnie gorsza, a malowanie mniej staranne i dokładne. Malowano głównie kolorem czarnym na czerwonym, bądź czekoladowym na płowym, z rzadka używając różu. Ceramika mikowa jest bardzo rzadka. Głównym motywem zwierzęcym jest paw. Warstwa angoby była cienka, niedbale nałożona i nie zawsze pokrywała całość naczynia. Zabudowania miejskie z tego okresu nie zachowały się, prawdopodobnie były znacznie gorszej jakości niż te z okresu IIA i z uległy zniszczeniu.

### Okres IIC
W tym okresie rozwoju osady widać wyraźne ożywienie gospodarczo-kulturowe względem poprzedniego okresu. Pojawiają się nowe formy i rodzaje ceramiki, a charakterystycznym elementem jest stosowanie grubej warstwy czerwonej angoby, która po wypaleniu daje połyskujący efekt. Większa część ceramiki jest wykonana dużo staranniej niż analogiczna z okresu IIB. Malowanie z tego okresu jest prostsze, dominują wzory linearne, a najpopularniejszymi motywami zwierzęcymi są biegnąca antylopa oraz głowa byka. Wyraźnie dostrzegalne są liczne piktogramy należące do nieodczytanego dotąd pisma induskiego. Znaleziono również biżuterię z agatu i terakoty.
Zabudowania były wzniesione ze słabej jakości cegły mułowej i nie zachowały się.

### Okres III
Okres trzeci kontynuuje tendencje rozpoczęte w okresie IIC. W tym okresie wyraźnie dominuje czerwona ceramika pokryta błyszczącą, czerwoną angobą, naczynia są jednak nieco mniejsze niż w poprzednich okresach. Malowano głównie czernią na czerwieni, a wzory geometryczne i linearne są znacznie popularniejsze niż motywy roślinne czy zwierzęce, przy czym najczęściej dekorowano górną połowę naczynia. Często spotykane są piktogramy należące do pisma induskiego. W znacznych ilościach występuje ceramika czarno-czerwona, bardzo rzadko spotykana jest za to ceramika steatytowa i fajansowa. Popularne były bransolety z muszli, koraliki z karneolu i terakoty. Znaleziono ponadto terakotowe figurki z przedstawieniami konia, byka, psa oraz świni. Zabudowania z tego okresu zachowały się w szczątkowej formie, budynki wznoszono z cegły mułowej na ubitej glinie. Nie zachowały się żadne ślady brukowanych ulic czy kanałów odprowadzających wodę znanych z okresu IIA. Nowe formy i motywy pojawiające się w okresie IIC i III są efektem rozwoju lokalnej kultury harappańskiej, jednak niektóre z nich mogły zostać zaczerpnięte z zewnątrz.

## Architektura
Dobrze zachowane ruiny zabudowań z okresu IIA (2000–1500 p.n.e.) dają obraz miasta zbudowanego według planu, o regularnej siatce ulic, z domami na planie prostokąta. Układ ulic i zabudowań podobny jest do innych miast dojrzałej kultury harappańskiej jak Lothal, Dholawira czy Mohendżo Daro. Domy wyposażone były w paleniska, pomieszczenia magazynowe i łazienki z murowanymi wannami. Jedynymi rzemiosłami, jakimi z pewnością zajmowali się mieszkańcy miasta, było wytwarzanie ceramiki oraz cegieł. Nie znaleziono pozostałości innych warsztatów, a inne towary, w tym przedmioty wykonane z metali były importowane. Zabudowania z czasów IIB, IIC nie zachowały się ze względu na znacznie niższą ich jakość wynikającą z drastycznego zubożenia i obniżenia poziomu życia mieszkańców z powodu katastrofalnej powodzi, która miała miejsce około 1500 roku p.n.e. Nieliczne pozostałości z okresu III ujawniają budynki wznoszone z cegły mułowej na fundamentach z ubitej gliny.
Badania wykazały, że drewno akacjowe wykorzystywano w Rangpurze zarówno do budowy, jak i produkcji narzędzi i mebli.

## Znaleziska
Stanowisko w Rangpurze obfituje we wszelkiego rodzaju ceramikę użytkową, w tym malowaną na czarno i czerwono, między innymi naczynia, wazy, czy dzbany z wysoką szyjką. Znaleziono również dowody obróbki muszli. Artefakty archeologiczne znalezione na stanowisku różnią się od siebie w zależności od okresu, z którego pochodzą.

## Rolnictwo
W Rangpurze znaleziono dużą ilość szczątków roślin. Znaleziono między innymi rosplenicę perłową, ryż (okres IIA) i proso (okres III). Znaleziono także dowody na to, że mieszkańcy osady spożywali mleko i twaróg pochodzące od udomowionych zwierząt.